# Estação Colegio de Ingenieros
A Estação Colegio de Ingenieros é uma das estações do Metrô de Caracas, situada no município de Libertador, entre a Estação Bellas Artes e a Estação Plaza Venezuela. Administrada pela C. A. Metro de Caracas, faz parte da Linha 1.
Foi inaugurada em 27 de março de 1983. Localiza-se na Avenida Libertador. Atende a paróquia de El Recreo.